# Koobface
Koobface, un anagrama de Facebook ("face" y "book" con el orden cambiado y "koob" es "book" al revés, "libro" en inglés), es un Gusano informático que ataca a usuarios de las redes sociales Facebook, MySpace, hi5, Bebo, Friendster y Twitter. Koobface intenta en última instancia, luego de una infección exitosa, obtener información sensible de las víctimas, como números de tarjetas de crédito.
Koobface se disemina enviando un mensaje mediante Facebook a las personas que son 'amigos' de la persona cuyo ordenador ha sido infectado. El mensaje contiene un asunto inocuo como (en inglés) "Paris Hilton Tosses Dwarf On The Street", "LOL", "My Friend catched [sic] you on hidden cam" y "My home video :)" seguido de un link. Después de recibido, el mensaje redirige al receptor a un sitio externo no afiliado con Facebook, donde se muestra una supuesta actualización del reproductor Flash de Adobe. Si el archivo es descargado y ejecutado, el ordenador será infectado con Koobface. El virus luego comanda las actividades de navegación, dirigiendo a los usuarios a sitios web contaminados cuando intentan acceder a motores de búsqueda como Google, Yahoo, Bing, y Ask.com. Algunos motores de búsqueda, incluyendo AOL Search, no son afectados por Koobface.
Algunas variantes del virus han sido identificadas: 
- Net-Worm.Win32.Koobface.a, ataca a MySpace.
- Net-Worm.Win32.Koobface.b, ataca a Facebook.
- WORM_KOOBFACE.DC, ataca a Twitter.[3]
- Net-Worm.Win32.Koobface .c ataca a www.msn.com
- W32/Koobfa-Gen, ataca a Facebook, MySpace, hi5, Bebo, Friendster, myYearbook, Tagged, Netlog y Fubar.[4]

Windows es actualmente, solo uno de los sistemas operativos afectados por este virus, ya que el 27 de octubre se detectó que también está siendo atacado Mac OS y Ubuntu pocos días más tarde.